# Coleoxestia kuratai
Coleoxestia kuratai là một loài bọ cánh cứng trong họ Cerambycidae.